# Karoline Schreiber
Karoline Schreiber (* 14. Juni 1969 in Bern) ist eine Schweizer Künstlerin und Comiczeichnerin.

## Leben
Schreiber hatte parallel zu ihrer Ausbildung in Bern und Zürich im Jahr 1995 einen Stipendien-Aufenthalt in Krakau.
Als Comicschaffende war sie als Deutschschweizer Künstlerin 1996 beteiligt an einer vom Bundesamt für Kultur unterstützten Ausstellung unter dem Titel «Die neue Ära des Schweizer Comics». Der Kanton Bern unterstützte sie 1997 mit einem Stipendium in New York und 1998 mit einem Werkbeitrag. 1999 erhielt sie eine Auszeichnung der Stiftung Binz39. 2011 erwarb sie den Master of Arts in Fine Arts an der Zürcher Hochschule der Künste.
Schreiber schafft Malereien, Zeichnungen, Videos und Fotografien und ist seit 2001 Dozentin für Zeichnen an der Hochschule der Künste Bern. Seit 2018 unterrichtet sie auch an der F+F Schule für Kunst und Mediendesign in Zürich. 2015 veröffentlichte sie mit Samuel Herzog und Sarah Merten (Texte) das Buch Letzte Nacht. Aufzeichnungen im Berliner Verlag The Green Box - Kunst Editionen. Sie zeichnet unter anderem für Strapazin.

## Ausstellungen (Auswahl)

### Einzelausstellungen
- 2019: Karoline Schreiber räumt auf. Haus für Kunst Uri, Altdorf[9]
- 2016: Quelques trous du cul et un aspirateur automatique. Centre Culturel Suisse, Paris[10]
- 2016: Ich bin doch kein Automat! Stadtgalerie Bern[11]
- 2010: Attitüde. Galerie Stephan Witschi, Zurich[12]

### Gruppenausstellungen
- 2019: Zeichnung und Prozess. Trudelhaus Baden[13]
- 2013: Pimp my Painting. «message salon», Perla Mode, Zürich (mit Julia Sheppard)[14]
- 2009: Elisabeth Steinschneider presents. Kunstmuseum Bern[15]
- 2001: Bubbles ‚n‘ Boxes ‚n‘ Beyond. – Swiss an American Comic Art. Massachusetts Museum of Contemporary Art
- 2000: Bubbles ‚n‘ Boxes ‚n‘ Beyond. – Swiss an American Comic Art. Swiss Institute, New York[16]